# Dominique Deurbroucq
Dominique-René Deurbroucq, né le 4 février 1715 à Nantes et mort le 16 août 1782, est un négociant, armateur et négrier français.

## Biographie

### Origines
D'origine hollandaise, Dominique-René Deurbroucq est le fils de Simon Deurbroucq, négociant et capitaine de navire marchand, et de Marie Van Voorn, issue d’une famille de négociants originaires de Gand et installée a Nantes
Il acquiert au cours de sa vie une immense fortune, grâce à ses activités de courtier dans les affaires maritimes, d'armateur et de négrier.

### Mariage et descendance

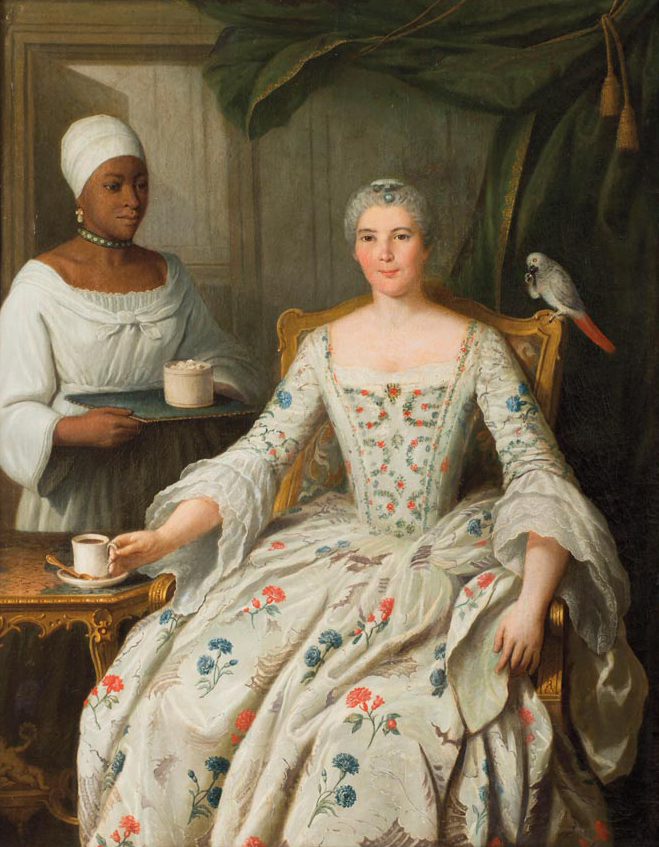
Portrait de son épouse, Marguerite-Urbane Sengstack, servie par son esclave.

En 1743, il se marie avec Marguerite-Urbane Sengstack (1715-1784), elle-même négociante, fille de Jean Antoine Sengstack, un riche négociant nantais d'origine hollandaise, et d'Urbane Mahot.
Ils seront notamment les parents de :
- Dominique Deurbroucq (1743-1804), négociant, marié avec Flavie de Monti
- Marguerite Elisabeth Deurbroucq (1744-1765), mariée avec le négociant Jean-Charles Gerbier de Vologé, trésorier des guerres à Nantes
- Renée Deurbroucq (1745-1821), mariée avec le négociant Joseph Dulac
- Madeleine Jeanne Deurbroucq (1746-1811), mariée avec le négociant Patrice Murphy
- Anne Deurbroucq (1748-1813), mariée avec  Jacques François de La Gourtière, conseiller du roi, maître ordinaire à la Chambre des comptes de Bretagne
- Marie-Adrienne Deurbroucq (1749-1826), mariée avec Jacques-Louis Panou de Faymoreau, conseiller du roi, maître ordinaire à la Chambre des comptes de Bretagne
- Jeanne Deurbroucq (1752-1791), mariée avec le négociant-armateur Honoré Chaurand du Chaffault
- Piter Deurbroucq (1756-1831), négociant et homme politique qui acquerra le château de Goulaine en 1788[2]
- Urbanne Perrine Deurbroucq (1758-1805), mariée avec Louis Michel Libault de La Templerie (fils de François Libault)

### Armateur et négrier
À la mort de son père en 1732, il reprend la société familiale de négoce et d’armement maritime, en association avec son frère aîné, Simon-Arnaud (1712-1781), et sa mère. Son activité, qui perdure jusqu’en 1755, est essentiellement orientée vers la colonie de Saint-Domingue. Si les expéditions de la compagnie sont armées principalement en droiture, une partie est armée à la traite négrière. Ainsi, les frères Deurbroucq prennent des parts dans les intérêts de deux armements Van Voorn de 1740 destinés à la traite (Notre Dame de Bon Secours et Le Marquis de Brancas) et arment deux campagnes à la traite, en 1742 (L’Aimable Phoenix) et 1749 (Les Trois Frères).
Après 1755 et des difficultés rencontrées dans le contexte de la guerre de Sept Ans, les frères modifient leur activité. La société familiale est dissoute et Dominique Deurbroucq poursuit seul une activité qu’il oriente désormais vers le négoce, et notamment l’exportation de vins de l’ouest de la France au départ du port de Nantes à destination des pays du Nord.

### Richesse et notabilité

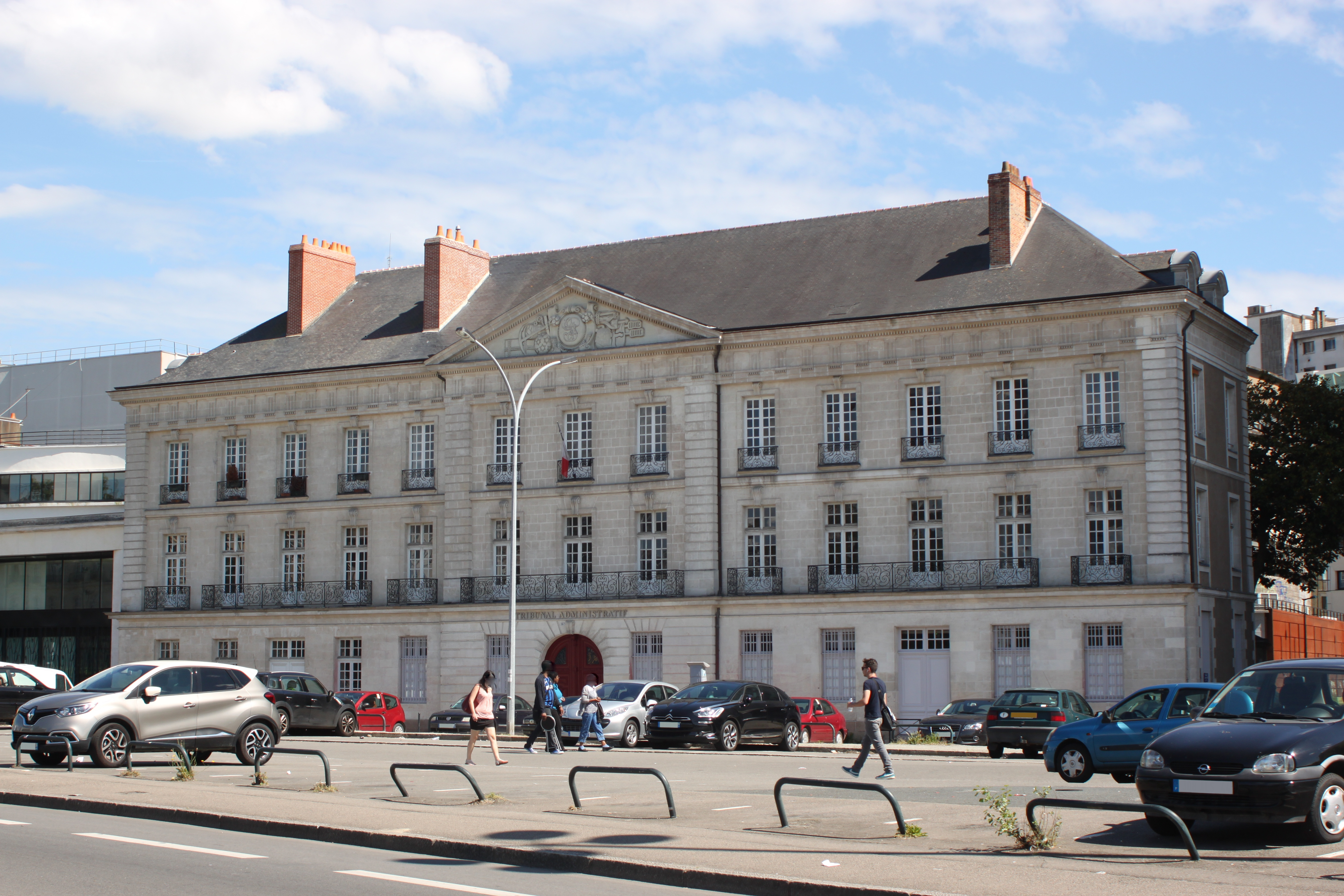
L'hôtel Deurbroucq à Nantes.

Afin d'asseoir son statut social, il prend la décision en 1764 de se faire construire un hôtel particulier par l'architecte Jean-Baptiste Ceineray, qui vient de réaliser les plans de la Chambre des comptes de Bretagne. Il dépense ainsi la somme de 500 000 livres. L'hôtel Deurbroucq est achevé en 1769, et ajouté au titre des bâtiments historiques le 6 août 1945.
Le couple tire sa réussite sociale du commerce avec les îles, et désire le faire savoir. Pour leurs 10 années de mariage, ils s'offrent deux portraits les représentant accompagnés chacun de leur esclave noir, tableaux réalisés par l'artiste dijonnais Pierre-Bernard Morlot. Ces tableaux ont été aujourd'hui préemptés par l'État et sont présentés dans l'exposition permanente du château des ducs de Bretagne.
Au cours de sa vie, il s'engage dans la vie publique en devenant tour à tour consul de Nantes, puis en 1768, soit un an avant la construction de son palais, « conseiller secrétaire du roi en sa chancellerie près le parlement de Bretagne », pour enfin devenir juge du tribunal de commerce.